# Snares

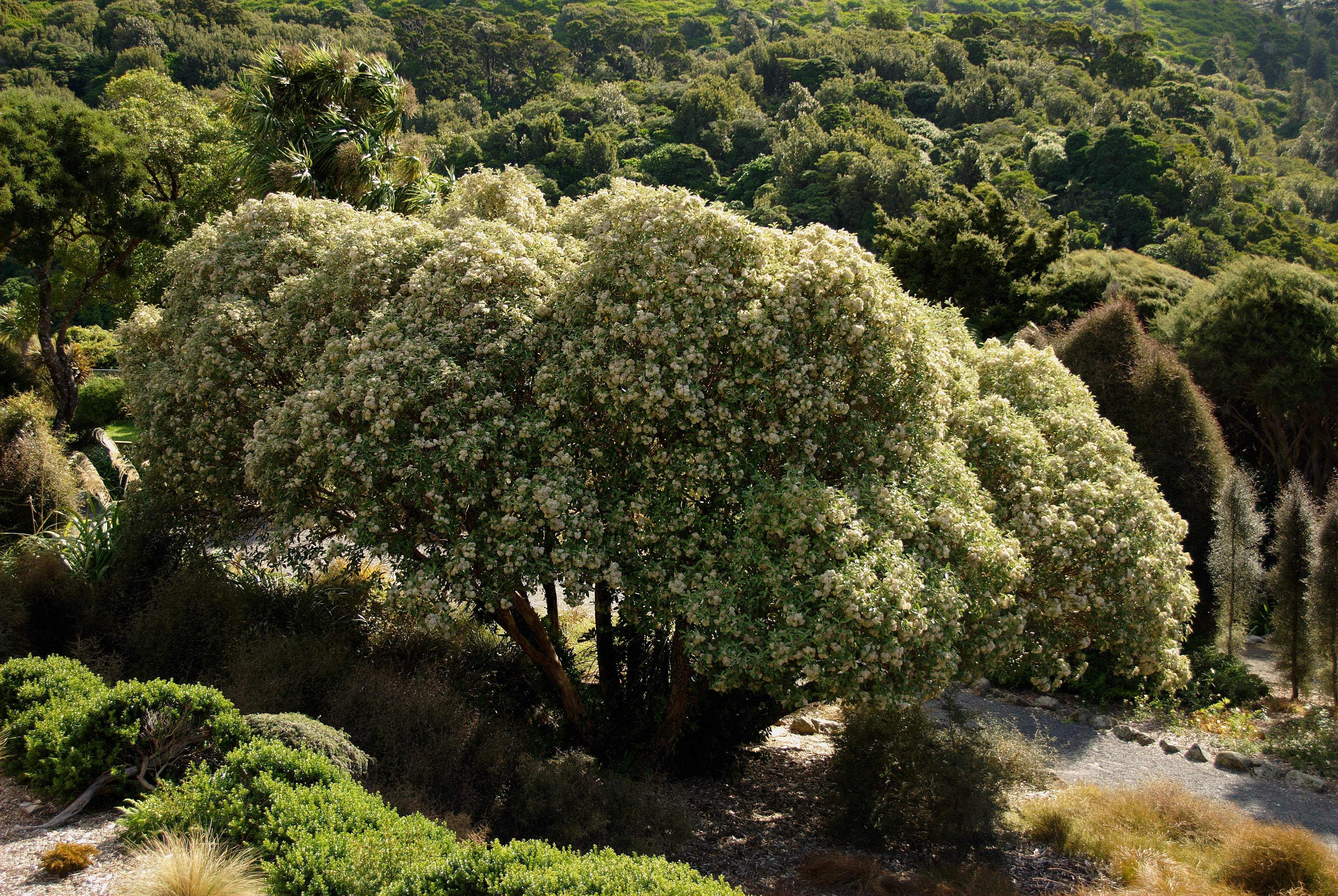
Stromy rodu Olearia z ostrova North East Island

Ostrovy Snares (anglicky Snares Islands), nebo též Snárské ostrovy, je skupina lidmi neobývaných ostrovů a ostrůvků nacházejících se v Tichém oceánu asi 200 km jižním směrem od Nového Zélandu.

## Situace
Souostroví je tvořeno dvěma skupinami ostrovů. Ta rozlohou větší se skládá z největšího ostrova North East Island (2,8 km²), menšího Broughton Island 0,48 km²) a řady drobných skalnatých ostrůvků Alert Stack, Daption Rock, Rocky Islet, Ho Ho Islet. Druhá skupina nazývána Western Chain je vzdálena asi 5 km západně. Je tvořena poledníkovým směrem ležící řadou drobných, nízkých ostrůvků z nichž ty větší se jmenují Tahi, Rua, Toru, Wha a Rima (což v maorštině znamená 1, 2, 3, 4 a 5) a menší Vancouver Rock, Seal Reef atd.
Ostrovy vznikly vyzdvižením mořského dna, jsou tvořeny převážně žulou a dosahují nejvyšší nadmořské výšky 152 m. Oba "větší" ostrovy North East Island a Broughton Island jsou stejně jako ostatní ohraničeny strmými útesy, pouze z východní strany spadají k hladině poměrně pozvolna a lze tudy na ně vystoupit. Vnitrozemí obou ostrovů je porostlo košatými, průměrně 5 m vysokými stromy Olearia lyallii. Jejich skalnatá okolí pokrývají trsnaté trávy nebo rašeliniště. Menší ostrůvky mají obvykle holý žulový povrch a místy sporé traviny.
Poměrně teplé a větrné počasí s roční průměrnou teplotou +11 °C je ovlivněno teplým mořským Leeuwinovým proudem od pobřeží Austrálie. Na ostrovech často prší, za rok asi 1200 mm.

## Historie
Souostroví pro Evropany objevili v roce 1791 současně kapitáni dvou britských lodí William Robert Broughton a George Vancouver. Maoři z Nového Zélandu tyto ostrovy již dávno znali, neexistují však doklady o jejich osídlení. V roce 1842 se staly součásti Nového Zélandu.
Ostrovy nebyly nikdy lidmi obývány, ani lovci tuleňů tam neměli své základny. Pro záchranu případných trosečníků bylo na ostrově postaveno skladiště s potravinami a nejnutnějším vybavením, byl také učiněn neúspěšný pokus s vysazení koz. Protože ostrovy jsou přímo na trase lodí plující od Austrálie k Hoornskému mysu nebo na východní pobřeží Nového Zélandu připravovala se tam i výstavba majáku; otevřením Panamského průplavu však tyto lodní trasy pozbyly na významu.
V současnosti využívají bývalé skladiště (Station Point) učenci z novozélandské University of Canterbury, sídlící v třetím největším městě Christchurchi, kteří studují ojedinělý vývoj tamní bioty neovlivněné lidskou přítomností nebo nepůvodními zvířaty.

## Flora
Mimo již výše zmíněné stromové Olearia lyallii jsou na větších ostrovech, hlavně na chráněné východní straně, porosty Anisotome acutifolia, Brachyglottis stewartiae, tlustice Crassula moschata, hebe Hebe elliptica, řeřichy Lepidium oleraceum, Stilbocarpa robusta společně s trsy trávy Poa astonii. Na podmáčených místech a poblíž rašelinišť vyrůstají sleziník Asplenium obtusatum, žebrovice Blechnum durum, hvězdoš Callitriche antarctica a kapradiny Polystichum astonii, Polystichum tennantiana a Polystichum vestitum. Rostou tam i nepůvodní druhy lipnice roční (Poa annua) a ptačinec prostřední (Stellaria media).

## Fauna
Hnízdí zde nespočitatelné množství ptačích párů, bylo pozorováno 99 druhů. Obsazují kdejakou skalnatou plošinku nebo vhodné místo na zemi mezi travinami a kameny k vytvoření hnízda. Za nejpočetnější druh je považován buřňák temný který se tam vyskytuje v počtu asi 5 milionů, druhým nejpočetnějším je buřník obecný. Dále následují albatros Bullerův a albatros snárský. Velmi početní jsou také buřňáci, rybáci, chaluhy i racci. Asi ve stovce kolonií tam hnízdí i endemický tučňák snarský v počtu asi 31 500 párů. Rozsáhlé jsou také kolonie mořských savců lachtana Forsterova a lachtana novozélandského.

## Přítomnost
V roce 1961 bylo souostroví novozélandskou vládou prohlášeno za přírodní rezervaci a vstup na ostrovy byl zakázán. V současnosti tam smějí výhradně na speciální povolení badatelé zabývající se životem tamních ptáků. Pro ostatní zájemce jsou pořádány pouze okružní plavby lodí ze kterých lze pouze zpovzdálí pozorovat život na ostrově.
Roku 1998 tuto oblast prohlásilo UNESCO za součást Celosvětového dědictví s názvem Novozélandské subantarktické ostrovy.

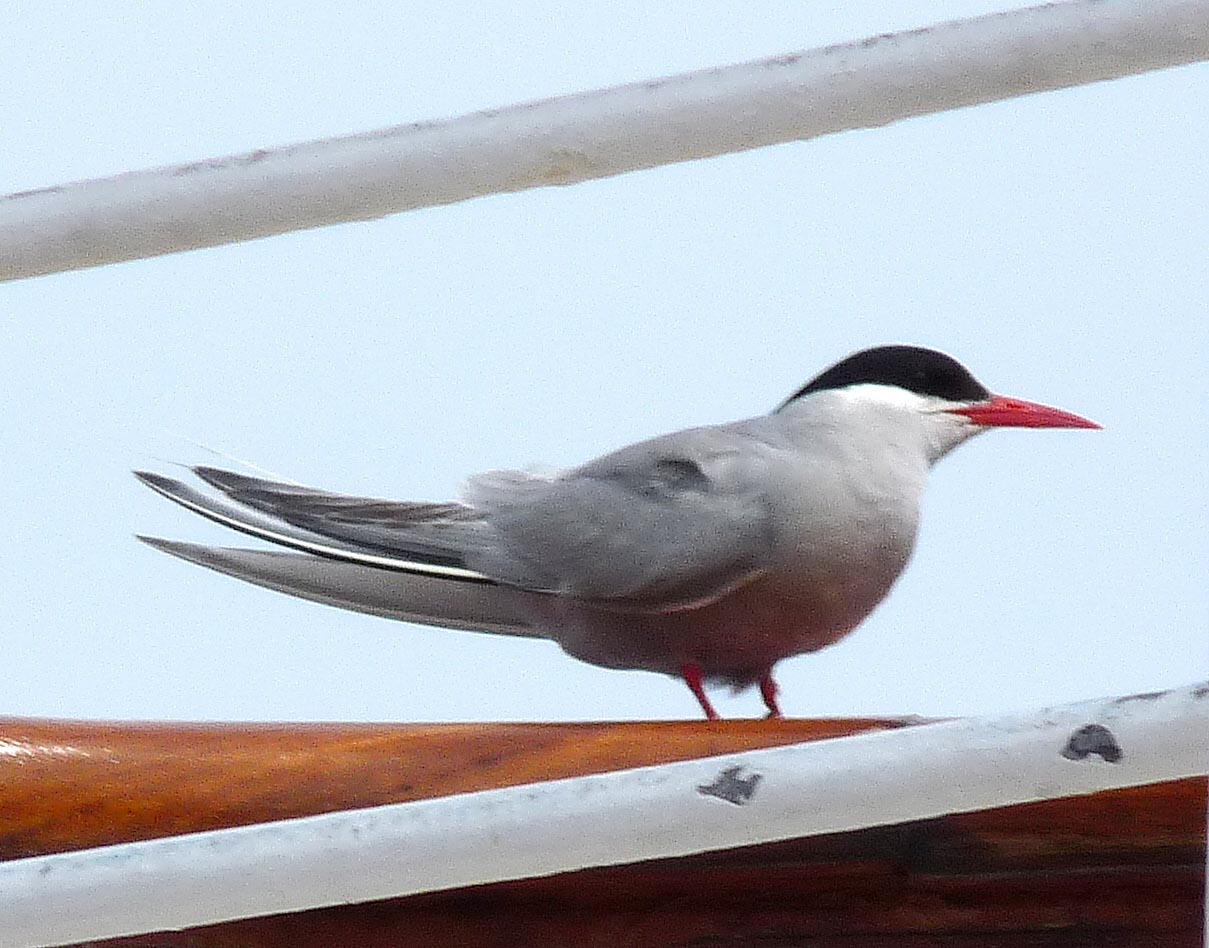
Rybák jižní
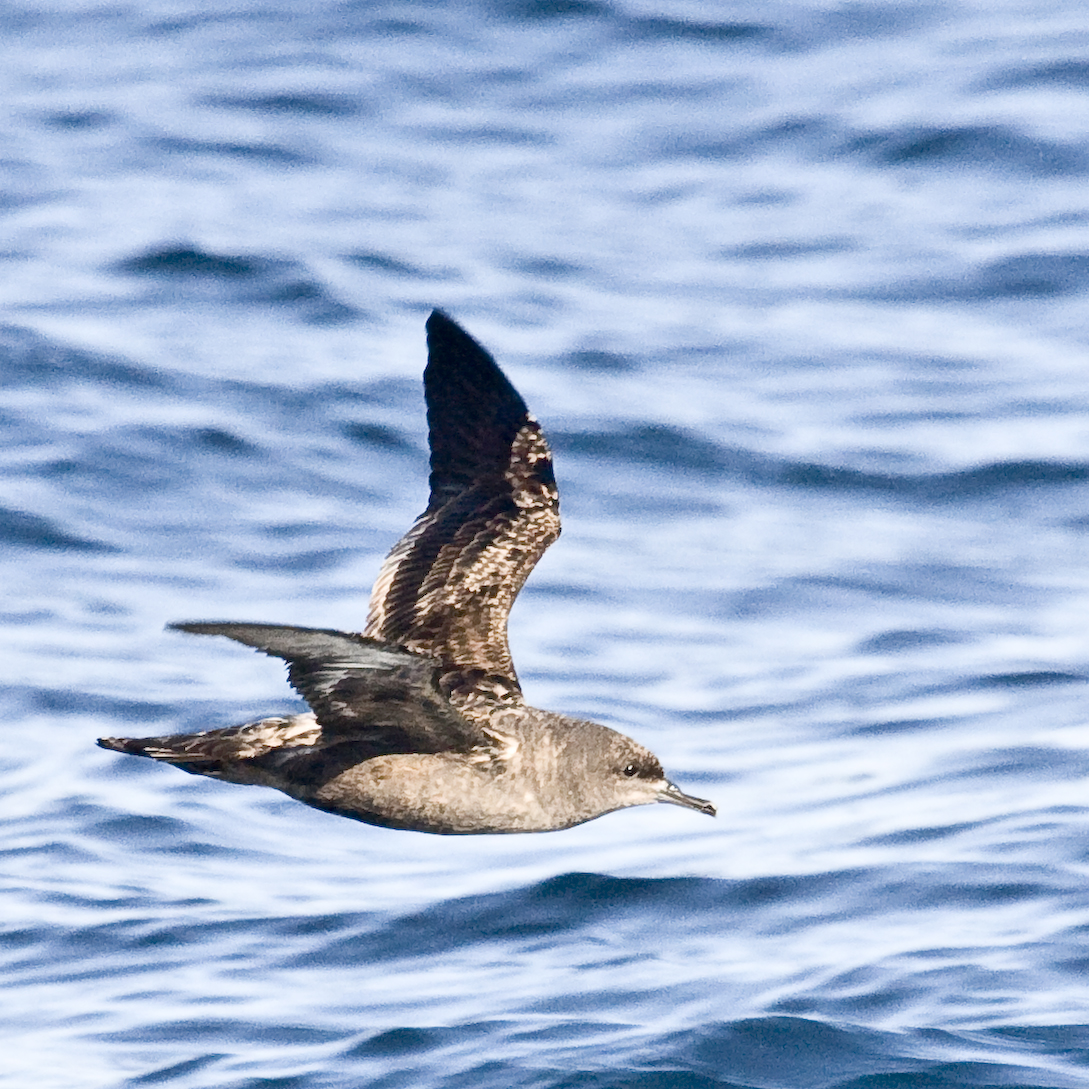
Buřňák temný
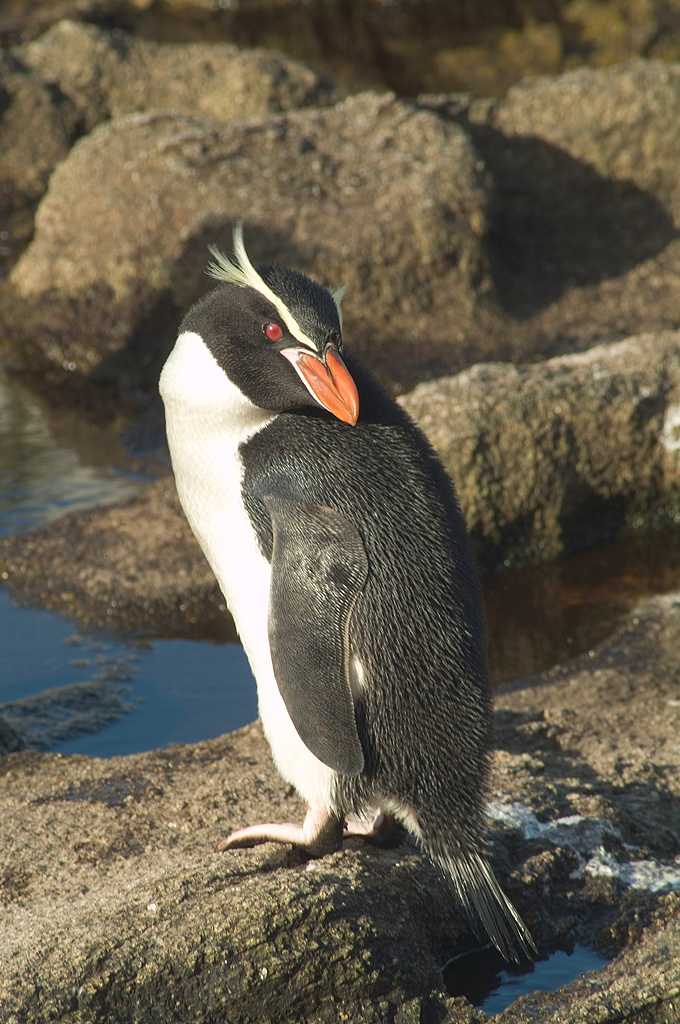
Tučňák snarský
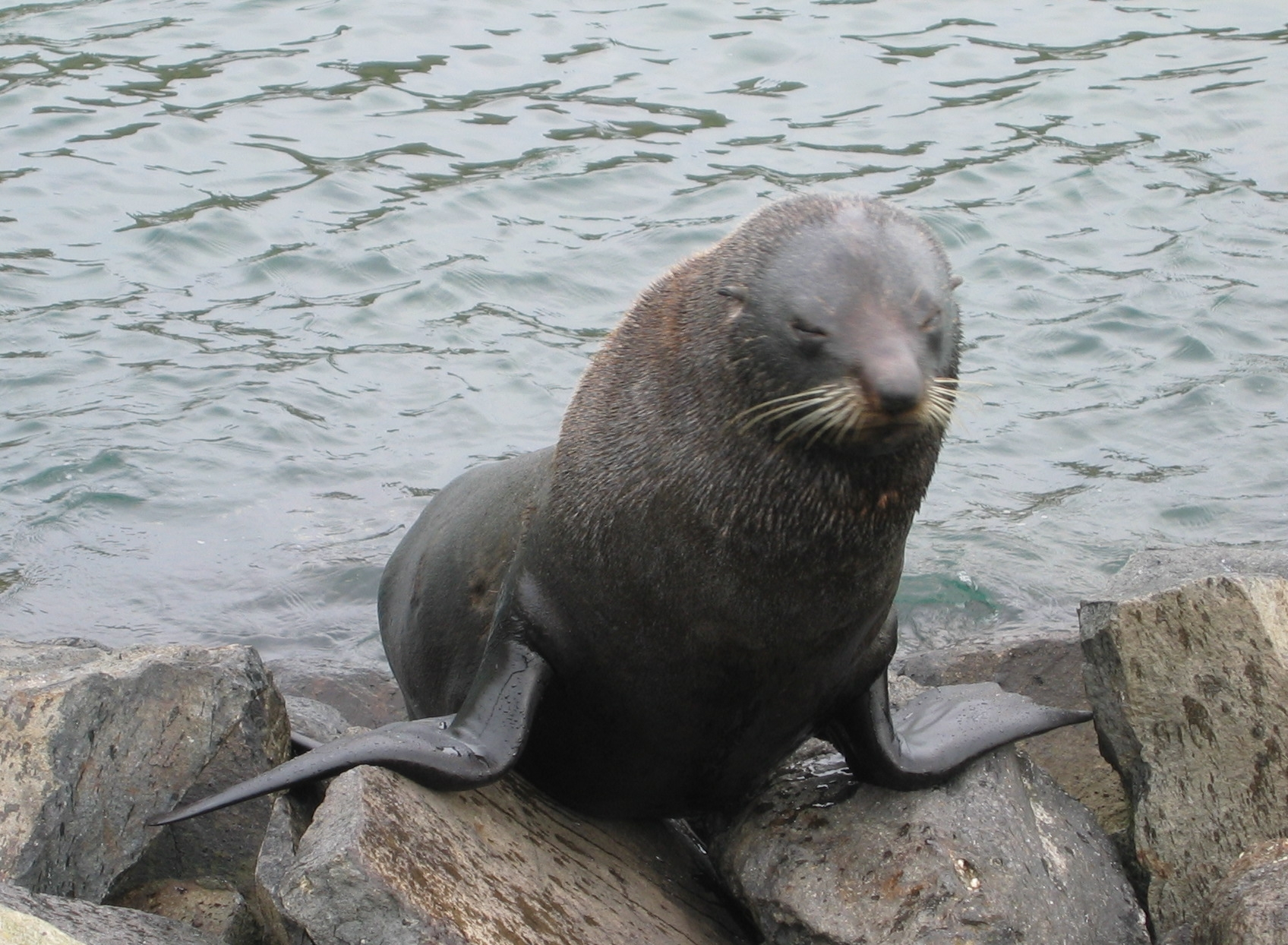
Lachtan Forsterův